# 張斌
張斌（ちょう ひん）は中華人民共和国のアナウンサー。スポーツ番組のテレビ司会者として著名である。
1991年中国人民大学報道学部の本科を卒業し、中央電視台のスポーツ番組「足球之夜（サッカーの夜）」の司会で有名になり、現在は中央電視台のスポーツ部副主任である。
2007年12月28日午後、中央テレビ局のスポーツチャンネルCCTV-5の「奧運頻道（五輪チャンネル）」への改名を発表する記者会見に出席した。その途中、妻の元北京電視台の有名キャスターである胡紫薇が突如乱入し、張斌がほかの若い女性との不倫関係を公表した。今YouTubeなどで当時のビデオがある。